# Wereldbeker voetbal voor clubteams
De wereldbeker voetbal voor clubteams (Engels: Intercontinental Cup) werd van 1960 tot 2004 bijna elk jaar gespeeld tussen de kampioen van Europa (de winnaar van de Europacup I en later UEFA Champions League) en de kampioen van Zuid-Amerika (de winnaar van de CONMEBOL Libertadores) onder de naam (Toyota) European-South American Cup of EUSA Cup. Het werd gespeeld door vertegenwoordigers van clubs van de meeste ontwikkelde continenten in de voetbalwereld (vooral in die jaren); de winnaars werden erkend als de de facto wereldkampioen. Hier kwam op 27 oktober 2017 echter verandering in nadat de FIFA aankondigde de winnaars van de wereldbeker als officiële (de jure) wereldkampioenen te erkennen, met dezelfde status/titel als de winnaars van het wereldkampioenschap voetbal voor clubs (FIFA-wereldkampioen).
Het idee voor de wereldbeker was afkomstig van Henri Delaunay. Hij stelde de wedstrijd tussen de beide continentale bekerwinnaars voor, zodat de clubs uit de twee belangrijkste voetbalcontinenten, Europa en Zuid-Amerika, konden beslissen wie de beste club van de wereld was. Er was wel al een dergelijk toernooi, de Pequeña Copa del Mundo, maar dit toernooi dat sinds 1952 werd gehouden stond los van de Europese voetbalbond UEFA en de Zuid-Amerikaanse voetbalbond CONMEBOL. Waar de Europese Europacup I al bestond, was er nog geen tegenhanger in Zuid-Amerika, waarop de Copa door de CONMEBOL in het leven werd geroepen, zodat de strijd om de wereldbeker mogelijk was.
Oorspronkelijk bestond de strijd om de wereldbeker uit een uit- en thuisduel. Tot 1968 werd er een derde duel gespeeld indien nodig, daarna werd er via strafschoppen beslist. Door de extreem gewelddadige finale van 1969 waarin de spelers van Estudiantes de spelers van Milan bewust fysiek verwondden, lieten sommige Europese ploegen de beker in de jaren zeventig links liggen.
Vanaf 1980 bestond de strijd om de wereldbeker uit een enkele wedstrijd in Tokio, waarna de beker naar sponsor Toyota de naam Toyota Cup kreeg. Zodoende leverde dat bij winst, naast de originele wereldbeker, een tweede beker op.

## Trofee
| Trofee | Beschrijving |
| ------ | --- |
|        | De originele wereldbeker voor clubteams (Intercontinental Cup / EUSA Cup), die van 1960 tot en met 2004 werd uitgereikt.                                          |
|        | Vanaf 1980 werd er naast de originele wereldbeker voor clubteams een tweede beker uitgereikt, namelijk de Toyota Cup, vernoemd naar de toenmalige sponsor Toyota. |

## Einde wereldbeker
In 2005 werd de wereldbeker vervangen door het door de FIFA georganiseerd wereldkampioenschap voetbal voor clubs, waaraan naast de winnaars van de UEFA Champions League en CONMEBOL Libertadores ook de kampioenen van de overige werelddelen Noord/Midden-Amerika, Oceanië, Azië en Afrika deelnemen. De opzet is gewijzigd in een achtdaags toernooi. De winnaars uit Europa en Zuid-Amerika hoeven pas in de halve finale in actie te komen. Het Portugese FC Porto zou in 2004 uiteindelijk als laatste club de wereldbeker in ontvangst nemen.

## Overzicht per jaar
Van 1960 tot en met 1968 werden de wedstrijden op punten beslist (twee punten voor gewonnen wedstrijd), bij een gelijke stand volgde een derde wedstrijd. Van 1969 tot en met 1979 werden de wedstrijden op score beslist (totaal van beide wedstrijden), bij een gelijke stand volgden strafschoppen. Vanaf 1980 met de sponsornaam Toyota Cup werd het toernooi gehouden in Tokio. De edities van 2002, 2003, 2004 werden gehouden in Yokohama.
| Jaar | Winnaar                                                                           | Totaalscore                                                                       | Finalist                                                                          | Eerste wedstrijd                                                                  | Tweede wedstrijd                                                                  | Info                                                                              |
| ---- | --------------------------------------------------------------------------------- | --------------------------------------------------------------------------------- | --------------------------------------------------------------------------------- | --------------------------------------------------------------------------------- | --------------------------------------------------------------------------------- | --------------------------------------------------------------------------------- |
| 1960 | Real Madrid                                                                       | 3–1 punten                                                                        | Peñarol                                                                           | 0–0                                                                               | 1–5                                                                               |                                                                                   |
| 1961 | Peñarol                                                                           | 4–2 punten                                                                        | Benfica                                                                           | 1–0                                                                               | 5–0                                                                               | BW 2–1 < ( Montevideo)                                                            |
| 1962 | Santos                                                                            | 4–0 punten                                                                        | Benfica                                                                           | 3–2                                                                               | 2–5                                                                               |                                                                                   |
| 1963 | Santos                                                                            | 4–2 punten                                                                        | AC Milan                                                                          | 4–2                                                                               | 4–2                                                                               | BW 1–0 < ( Rio de Janeiro)                                                        |
| 1964 | Internazionale                                                                    | 4–2 punten                                                                        | Independiente                                                                     | 1–0                                                                               | 2–0                                                                               | BW 1–0 na verlenging < ( Madrid)                                                  |
| 1965 | Internazionale                                                                    | 3–1 punten                                                                        | Independiente                                                                     | 3–0                                                                               | 0–0                                                                               |                                                                                   |
| 1966 | Peñarol                                                                           | 4–0 punten                                                                        | Real Madrid                                                                       | 2-0                                                                               | 0–2                                                                               |                                                                                   |
| 1967 | Racing Club                                                                       | 4–2 punten                                                                        | Celtic                                                                            | 1–0                                                                               | 2–1                                                                               | BW 1–0 < ( Montevideo)                                                            |
| 1968 | Estudiantes                                                                       | 3–1 punten                                                                        | Manchester United                                                                 | 1–0                                                                               | 1–1                                                                               |                                                                                   |
| 1969 | AC Milan                                                                          | 4–2                                                                               | Estudiantes                                                                       | 3–0                                                                               | 2–1                                                                               |                                                                                   |
| 1970 | Feyenoord                                                                         | 3–2                                                                               | Estudiantes                                                                       | 2–2                                                                               | 1–0                                                                               |                                                                                   |
| 1971 | Nacional                                                                          | 3–2                                                                               | Panathinaikos                                                                     | 1–1                                                                               | 2–1                                                                               | Panathinaikos in plaats van Ajax                                                  |
| 1972 | Ajax                                                                              | 4–1                                                                               | Independiente                                                                     | 1–1                                                                               | 3–0                                                                               |                                                                                   |
| 1973 | Independiente                                                                     | 1–0                                                                               | Juventus                                                                          | 0–1 < ( Rome)                                                                     | 0–1 < ( Rome)                                                                     | Juventus in plaats van Ajax                                                       |
| 1974 | Atlético Madrid                                                                   | 2–1                                                                               | Independiente                                                                     | 1–0                                                                               | 2–0                                                                               | Atlético Madrid in plaats van Bayern München                                      |
| 1975 | Niet gespeeld: Bayern München en Independiente konden geen speeldata overeenkomen | Niet gespeeld: Bayern München en Independiente konden geen speeldata overeenkomen | Niet gespeeld: Bayern München en Independiente konden geen speeldata overeenkomen | Niet gespeeld: Bayern München en Independiente konden geen speeldata overeenkomen | Niet gespeeld: Bayern München en Independiente konden geen speeldata overeenkomen | Niet gespeeld: Bayern München en Independiente konden geen speeldata overeenkomen |
| 1976 | Bayern München                                                                    | 2–0                                                                               | Cruzeiro                                                                          | 2–0                                                                               | 0–0                                                                               |                                                                                   |
| 1977 | Boca Juniors                                                                      | 5–2                                                                               | Borussia Mönchengladbach                                                          | 2–2                                                                               | 0–3                                                                               | Borussia Mönchengladbach in plaats van Liverpool                                  |
| 1978 | Niet gespeeld: Boca Juniors en Liverpool, maar Liverpool wilde niet spelen.       | Niet gespeeld: Boca Juniors en Liverpool, maar Liverpool wilde niet spelen.       | Niet gespeeld: Boca Juniors en Liverpool, maar Liverpool wilde niet spelen.       | Niet gespeeld: Boca Juniors en Liverpool, maar Liverpool wilde niet spelen.       | Niet gespeeld: Boca Juniors en Liverpool, maar Liverpool wilde niet spelen.       | Niet gespeeld: Boca Juniors en Liverpool, maar Liverpool wilde niet spelen.       |
| 1979 | Olimpia                                                                           | 3–1                                                                               | Malmö FF                                                                          | 0–1                                                                               | 2–1                                                                               | Malmö FF in plaats van Nottingham Forest                                          |
| 1980 | Nacional                                                                          | 1–0                                                                               | Nottingham Forest                                                                 | 1–0                                                                               | 1–0                                                                               | < ( Tokio)                                                                        |
| 1981 | Flamengo                                                                          | 3–0                                                                               | Liverpool                                                                         | 0–3                                                                               | 0–3                                                                               | < ( Tokio)                                                                        |
| 1982 | Peñarol                                                                           | 2–0                                                                               | Aston Villa                                                                       | 2–0                                                                               | 2–0                                                                               | < ( Tokio)                                                                        |
| 1983 | Grêmio                                                                            | 2–1 na verlenging                                                                 | Hamburger SV                                                                      | 1–2 na verlenging                                                                 | 1–2 na verlenging                                                                 | < ( Tokio)                                                                        |
| 1984 | Independiente                                                                     | 1–0                                                                               | Liverpool                                                                         | 0–1                                                                               | 0–1                                                                               | < ( Tokio)                                                                        |
| 1985 | Juventus                                                                          | 2–2 na strafschoppen (4–2)                                                        | Argentinos Juniors                                                                | 2–2 na verlenging (4–2 na strafschoppen)                                          | 2–2 na verlenging (4–2 na strafschoppen)                                          | < ( Tokio)                                                                        |
| 1986 | River Plate                                                                       | 1–0                                                                               | Steaua Boekarest                                                                  | 1–0                                                                               | 1–0                                                                               | < ( Tokio)                                                                        |
| 1987 | FC Porto                                                                          | 2–1 na verlenging                                                                 | Peñarol                                                                           | 2–1 na verlenging                                                                 | 2–1 na verlenging                                                                 | < ( Tokio)                                                                        |
| 1988 | Nacional                                                                          | 2–2 na strafschoppen (7–6)                                                        | PSV                                                                               | 2–2 na verlenging 6–7 na strafschoppen)                                           | 2–2 na verlenging 6–7 na strafschoppen)                                           | < ( Tokio)                                                                        |
| 1989 | AC Milan                                                                          | 1–0 na verlenging                                                                 | Atlético Nacional                                                                 | 1-0 na verlenging                                                                 | 1-0 na verlenging                                                                 | < ( Tokio)                                                                        |
| 1990 | AC Milan                                                                          | 3–0                                                                               | Olimpia                                                                           | 3–0                                                                               | 3–0                                                                               | < ( Tokio)                                                                        |
| 1991 | Rode Ster Belgrado                                                                | 3–0                                                                               | Colo-Colo                                                                         | 3–0                                                                               | 3–0                                                                               | < ( Tokio)                                                                        |
| 1992 | São Paulo                                                                         | 2–1                                                                               | FC Barcelona                                                                      | 1–2                                                                               | 1–2                                                                               | < ( Tokio)                                                                        |
| 1993 | São Paulo                                                                         | 3–2                                                                               | AC Milan                                                                          | 2–3 < ( Tokio)                                                                    | 2–3 < ( Tokio)                                                                    | AC Milan in plaats van Olympique Marseille (uitgesloten)                          |
| 1994 | Vélez Sarsfield                                                                   | 2–0                                                                               | AC Milan                                                                          | 0–2                                                                               | 0–2                                                                               | < ( Tokio)                                                                        |
| 1995 | Ajax                                                                              | 0–0 na strafschoppen (4–3)                                                        | Grêmio                                                                            | 0–0 na verlenging (4–3 strafschoppen)                                             | 0–0 na verlenging (4–3 strafschoppen)                                             | < ( Tokio)                                                                        |
| 1996 | Juventus                                                                          | 1–0                                                                               | River Plate                                                                       | 1–0                                                                               | 1–0                                                                               | < ( Tokio)                                                                        |
| 1997 | Borussia Dortmund                                                                 | 2–0                                                                               | Cruzeiro                                                                          | 2–0                                                                               | 2–0                                                                               | < ( Tokio)                                                                        |
| 1998 | Real Madrid                                                                       | 2–1                                                                               | Vasco da Gama                                                                     | 2–1                                                                               | 2–1                                                                               | < ( Tokio)                                                                        |
| 1999 | Manchester United                                                                 | 1–0                                                                               | Palmeiras                                                                         | 1–0                                                                               | 1–0                                                                               | < ( Tokio)                                                                        |
| 2000 | Boca Juniors                                                                      | 2–1                                                                               | Real Madrid                                                                       | 1–2                                                                               | 1–2                                                                               | < ( Tokio)                                                                        |
| 2001 | Bayern München                                                                    | 1–0 na verlenging                                                                 | Boca Juniors                                                                      | 1–0 na verlenging                                                                 | 1–0 na verlenging                                                                 | < ( Tokio)                                                                        |
| 2002 | Real Madrid                                                                       | 2–0                                                                               | Olimpia                                                                           | 2–0                                                                               | 2–0                                                                               | < ( Yokohama)                                                                     |
| 2003 | Boca Juniors                                                                      | 1–1 na strafschoppen (3–1)                                                        | AC Milan                                                                          | 1–1 na verlenging (1–3 na strafschoppen)                                          | 1–1 na verlenging (1–3 na strafschoppen)                                          | < ( Yokohama)                                                                     |
| 2004 | FC Porto                                                                          | 0–0 na strafschoppen (8–7)                                                        | Once Caldas                                                                       | 0–0 na verlenging (8–7 na strafschoppen)                                          | 0–0 na verlenging (8–7 na strafschoppen)                                          | < ( Yokohama)                                                                     |

Zie voor de uitslagen vanaf 2005 het Wereldkampioenschap voetbal voor clubs.
Zie ook voor de uitslagen vanaf 2024 het FIFA Intercontinental Cup.

## Statistieken

### Gewonnen bekers per club
| Aantal | Club               | in:              |
| ------ | ------------------ | ---------------- |
| 3      | Peñarol            | 1961, 1966, 1982 |
| 3      | Nacional           | 1971, 1980, 1988 |
| 3      | AC Milan           | 1969, 1989, 1990 |
| 3      | Real Madrid        | 1960, 1998, 2002 |
| 3      | Boca Juniors       | 1977, 2000, 2003 |
| 2      | Santos             | 1962, 1963       |
| 2      | Internazionale     | 1964, 1965       |
| 2      | Independiente      | 1973, 1984       |
| 2      | São Paulo          | 1992, 1993       |
| 2      | Ajax               | 1972, 1995       |
| 2      | Juventus           | 1985, 1996       |
| 2      | Bayern München     | 1976, 2001       |
| 2      | FC Porto           | 1987, 2004       |
| 1      | Racing Club        | 1967             |
| 1      | Estudiantes        | 1968             |
| 1      | Feyenoord          | 1970             |
| 1      | Atlético Madrid    | 1974             |
| 1      | Olimpia            | 1979             |
| 1      | Flamengo           | 1981             |
| 1      | Grêmio             | 1983             |
| 1      | River Plate        | 1986             |
| 1      | Rode Ster Belgrado | 1991             |
| 1      | Vélez Sarsfield    | 1994             |
| 1      | Borussia Dortmund  | 1997             |
| 1      | Manchester United  | 1999             |

### Gewonnen bekers per land
In de volgende tabel staat het aantal gewonnen bekers per land. In de tabel staat in de kolom #clubs het aantal clubs dat voor deze bekers verantwoordelijk was.
| Aantal | Land             | # clubs | in:                                                  |
| ------ | ---------------- | ------- | ---------------------------------------------------- |
| 9      | Argentinië       | 6       | 1967, 1968, 1973, 1977, 1984, 1986, 1994, 2000, 2003 |
| 7      | Italië           | 3       | 1964, 1965, 1969, 1985, 1989, 1990, 1996             |
| 6      | Uruguay          | 2       | 1961, 1966, 1971, 1980, 1982, 1988                   |
| 6      | Brazilië         | 4       | 1962, 1963, 1981, 1983, 1992, 1993                   |
| 4      | Spanje           | 2       | 1960, 1974, 1998, 2002                               |
| 3      | Nederland        | 2       | 1970, 1972, 1995                                     |
| 3      | (West-)Duitsland | 2       | 1976, 1997, 2001                                     |
| 2      | Portugal         | 1       | 1987, 2004                                           |
| 1      | Paraguay         | 1       | 1979                                                 |
| 1      | Joegoslavië      | 1       | 1991                                                 |
| 1      | Engeland         | 1       | 1999                                                 |

### Gewonnen bekers per werelddeel
| Aantal | Continent    | Landen | Clubs |
| ------ | ------------ | ------ | ----- |
| 22     | Zuid-Amerika | 4      | 13    |
| 21     | Europa       | 7      | 12    |